# Ostrów (Ropczyce-Sędziszów)
Pour les articles homonymes, voir Ostrów.
Ostrów est une localité polonaise, siège de la gmina d'Ostrów, située dans le powiat de Ropczyce-Sędziszów en voïvodie des Basses-Carpates.